# تاسیهارا (کالیفرنیا)
تاسیهارا (به انگلیسی: Tassajara) یک منطقهٔ مسکونی در ایالات متحده آمریکا است که در شهرستان کنترا کوستا، کالیفرنیا واقع شده‌است. تاسیهارا ۲۱۶ متر بالاتر از سطح دریا واقع شده‌است.